# Diplocephalus rectilobus
Diplocephalus rectilobus är en spindelart som först beskrevs av Simon 1884.  Diplocephalus rectilobus ingår i släktet Diplocephalus och familjen täckvävarspindlar.
Artens utbredningsområde är Frankrike. Inga underarter finns listade i Catalogue of Life.